# Великорожинка
Великоро́жинка — річка в Україні, в межах Косівського району Івано-Франківської області. Ліва притока Черемошу (басейн Дунаю). 

## Опис
Довжина 12 км, площа басейну 52,1 км². Похил річки 44 м/км. Річка типово гірська. Долина V-подібна, здебільшого заліснена. Річище слабозвивисте. Є водоспади. 

## Розташування
Великорожинка бере початок на схід від села Великий Рожин. Тече переважно на південний схід, у пригирловій частині різко повертає на північ. Впадає до Черемошу при східній околиці Великого Рожина, між селами Розтоки і Тюдів. 
Над річкою розташоване село Великий Рожин.